# Krakowiak Crag
Der Krakowiak Crag (englisch) ist ein Felsvorsprung auf King George Island im Archipel der Südlichen Shetlandinseln. Er ragt aus dem Chopin Ridge auf.
Das UK Antarctic Place-Names Committee benannte ihn 1998 in Anlehnung an die Benennung des benachbarten Krakowiak-Gletschers. Dessen Namensgeber ist der polnische Volkstanz Krakowiak.